# 圣米歇尔-蒂伯夫
圣米歇尔-蒂伯夫（法語：Saint-Michel-Tubœuf，法語發音：[sɛ̃ miʃɛl tybœf]）是法国奥恩省的一个市镇，属于莫尔塔涅欧佩什区。该市镇于1965年由原市镇圣米歇尔拉福雷（Saint-Michel-la-Forêt）和蒂伯夫（Tubœuf）合并而成。

## 地理
圣米歇尔-蒂伯夫（48°45'8"N, 0°41'20"E）面积8.73 平方千米，位于法国诺曼底大区奧恩省，该省份为法国西北部内陆省份，北起顺时针与卡爾瓦多斯省、厄尔省、厄尔-卢瓦省、萨尔特省、马耶讷省和芒什省接壤。
与圣米歇尔-蒂伯夫接壤的市镇（或旧市镇、城区）包括：里勒河畔圣叙尔皮斯、尚代、莱格勒、伊通河畔圣旺。
圣米歇尔-蒂伯夫的时区为UTC+01:00、UTC+02:00（夏令时）。

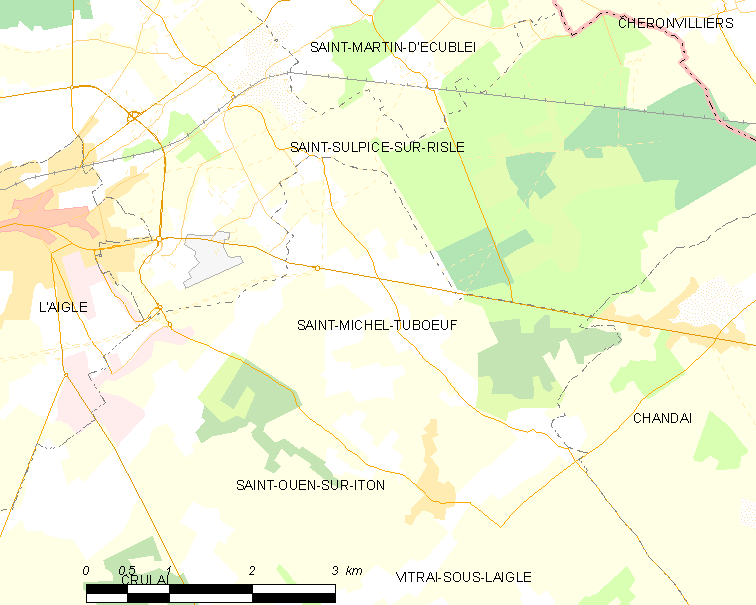
圣米歇尔-蒂伯夫的OSM定位图

## 行政
圣米歇尔-蒂伯夫的邮政编码为61300，INSEE市镇编码为61432。

## 政治
圣米歇尔-蒂伯夫所属的省级选区为莱格勒县。

## 人口

1962-2008年间圣米歇尔-蒂伯夫人口变化图示

圣米歇尔-蒂伯夫于2022年1月1日时的人口数量为576人。